# 温克尔曼 (亚利桑那州)
温克尔曼（英文：Winkelman），是美国亚利桑那州希拉县下属的一座城市。面积约为0.75平方英里（约合1.9平方公里）。根据2010年美国人口普查，该市有人口353人，人口密度为473.9/平方英里。在建制上，该市属于“Town”。